# Mnia eucera
Espèce
Mnia eucera est une espèce de coléoptères de la famille des Staphylinidae et de la sous-famille des Pselaphinae.

## Répartition et habitat
Cette espèce est décrite d'Inde.